# نيكي كادن
نيكولاس كادن هو لاعب كرة قدم إسكتلندي يلعب كمدافع مع نادي فورست غرين روفرز.

## مسيرته الكروية

### نادي ليفينغستون
انضم كادن إلى نادي ليفينغستون. ظهر لأول مرة مع الفريق في 16 نوفمبر 2013 ضد دنفرملاين وسجل هدفه الأول بعد عامين في 26 ديسمبر 2015 ضد بيترهيد. غادر في نهاية موسم 2015-16.

### ليفينغستون
وقع كادن على عقد مع ليفينجستون في صيف 2016 قبل أول سنة للنادي في الدوري الإسكتلندي الأول. سجل في أول مباراة له في خسارة فريقه 3-2 أمام سانت ميرين. ظهر لأول مرة في الدوري في أغسطس واستمر في لعب 33 مباراة أخرى في موسمه الأول، وسجل 6 أهداف.

#### الإعارة لنادي اير يونايتد
في 31 يناير 2019، انتقل كادن إلى نادي آير يونايتد حتى نهاية موسم 2018-19.

### غرينوك مورتون
في يونيو 2019، وقع كادن مع غرينوك مورتون على عقد مدته عام واحد.

### فورست جرين روفر
انضم كادن إلى نادي دوري الدرجة الثانية فورست جرين روفرز في 3 يوليو 2020.